# Aemona lena
Aemona lena är en fjärilsart som beskrevs av Andrew Atkins 1871. Aemona lena ingår i släktet Aemona och familjen praktfjärilar. Inga underarter finns listade i Catalogue of Life.

## Bildgalleri

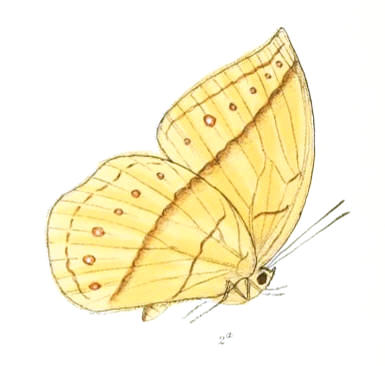
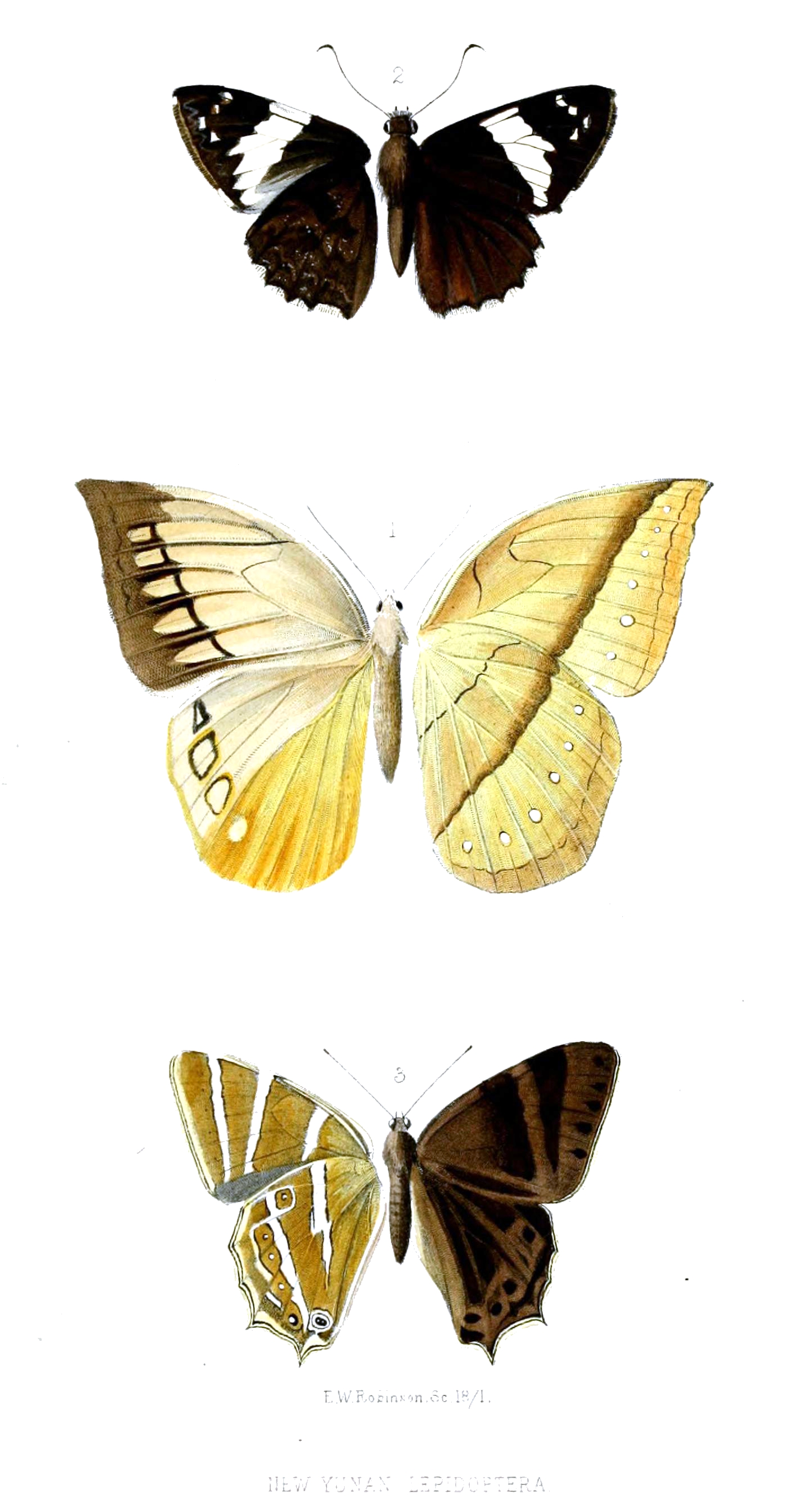